# Дрнава
Дрнава (слч. Drnava, мађ. Dernő) насељено је мјесто са административним статусом сеоске општине (слч. obec) у округу Рожњава, у Кошичком крају, Словачка Република.

## Географија
Насеље се налази око 11 км источно од Рожњаве.

## Становништво
| Година:    | 1994. | 2004.   | 2014.   | 2024.   |
| ---------- | ----- | ------- | ------- | ------- |
| Број људи: | 658   | 672     | 696     | 689     |
| Разлика:   |       | +2,12 % | +3,57 % | -1,00 % |

| Година:    | 2023. | 2024.   |
| ---------- | ----- | ------- |
| Број људи: | 684   | 689     |
| Разлика:   |       | +0,73 % |

Према подацима о броју становника из 2011. године насеље је имало 704 становника.
Етнички састав по попису из 2001. године:
- Мађари - 71,30%
- Словаци - 28,25%,
- Чеси - 0,15%.

Вјерски састав по попису из 2001. године:
- римокатолици - 89,79%,
- евангелисти - 1,63%,
- гркокатолици - 0,30%,
- атеисти - 1,92%.